# Jeptha Homer Wade
Jeptha Homer Wade (Romulus, 11 agosto 1811 – 9 agosto 1890) è stato un imprenditore statunitense.
Industriale e filantropo, fu uno dei fondatori della Western Union.
Wade nacque a Romulus (New York) ultimo di nove figli di Jeptha e Sarah (Allen) Wade. 
Fu uno dei primi a produrre dagherrotipi ad ovest di New York, lavorò come ritrattista prima di trasferirsi nel 1840 ad Adrian (Michigan).
Iniziò ad interessarsi al telegrafo, nel 1847 divenne subappaltatore di J. J. Speedy ed iniziò a costruire una linea telegrafica da Detroit a Jackson, Michigan a cui seguirono le linee tra Detroit e Milwaukee e per Buffalo via Cleveland. Tra il 1849 e il 1850 costruì le linee da Cleveland a Cincinnati e St. Louis. 
Nel 1854 fuse le sue linee con quelle di Royal E. House per creare una rete in tutto il nord-ovest e nel 1856 la loro rete fu tra le tredici che si unirono a costituire la Western Union Telegraph Co. della quale Wade divenne presidente nel 1866, per motivi di salute dovette però dimettersi l'anno successivo.